# 1618 az irodalomban
Az 1618. év az irodalomban.

## Publikációk
- Lope de Vega vígjátéka nyomtatásban: A kertész kutyája (El perro del hortelano)

## Születések
- április 9. (keresztelő dátuma) – Agustín Moreto spanyol színműíró († 1669)

## Halálozások
- október 29. – Walter Raleigh angol író, költő, udvaronc és felfedező (* 1552 vagy 1554)
- ? – Eliaš Láni, korának legjelentősebb szlovák költője, lutheránus szuperintendens, aki Thurzó György udvarában működött.[1] (* 1570)